# Baras, Rizal
Baras là một đô thị hạng 4 ở tỉnh Rizal, Philippines. Theo điều tra dân số năm 2007, đô thị này có dân số 31.524 người.

## Barangay
Baras được chia thành 10 barangay.
- Evangelista
- Rizal (Pob.)
- San Jose
- San Salvador
- Santiago
- Concepcion
- San Juan
- San Miguel
- Mabini
- Pinugay